# Visconde de Barcelinhos
Visconde de Barcelinhos é um título nobiliárquico criado por D. Luís I de Portugal, por Decreto de 13 e Carta de 21 de Agosto de 1868, em favor de Manuel José de Oliveira.
Titulares
1. Manuel José de Oliveira, 1.º Visconde de Barcelinhos;
2. Álvaro Correia da Silva Araújo, 2.º Visconde de Barcelinhos.

Após a Implantação da República Portuguesa, e com o fim do sistema nobiliárquico, usaram o título: 
1. José Gil de Borja e Meneses, 3.º Visconde de Barcelinhos;
2. Maria Luísa de Almada Gil de Borja e Menezes. 4.ª Viscondessa de Barcelinhos.[2]